# Ehsan Lashgari
Ehsan Lashgari (en persa: احسان لشگری‎; Qazvín, 30 de agosto de 1985) es un luchador iraní de lucha libre. Ganador de la medalla de bronce olímpica en Juegos Olímpicos de Londres 2012 en la categoría de 84 kg. Consiguió una medalla de bronce en campeonato mundial en 2013 y la 18.ª posición en 2010. Ganó cuatro medallas de oro en los Campeonatos Asiáticos, de 2009, 2010, 2012 y 2016. Cuatro veces representó a su país en la Copa del Mundo, en el 2014 consiguió el resultado más importante, clasificándose en la primera posición.